# Ivan Repušić
Ivan Repušić (geboren 1978 in Imotski, Jugoslawien) ist ein kroatischer Dirigent.

## Leben
Ivan Repušić studierte Dirigieren an der Musikakademie in Zagreb bei Igor Gjadrov und
Vjekoslav Šutej. Es folgten Studien bei Jorma Panula und Gianluigi Gelmetti und Assistenzen bei Kazushi Ōno am Badischen Staatstheater Karlsruhe und Donald Runnicles an der Deutschen Oper Berlin. Seine Karriere startete er 2002 als Dirigent am Kroatischen Nationaltheater in Split, wo er von 2006 bis 2008 Chefdirigent und Operndirektor war.
Von 2010 bis 2013 war Repušić  als 1. Kapellmeister an der Staatsoper Hannover beschäftigt und leitete dort Opernaufführungen des Repertoires. Ab 2012 war er Kapellmeister an der Deutschen Oper Berlin. Gastdirigate führten ihn u. a. an die Hamburgische Staatsoper, die Semperoper Dresden und die Komische Oper Berlin, und er leitete als Gast das Orchestra Sinfonica Giuseppe Verdi di Milano, die Prager Symphoniker und die Slowenische Philharmonie.
Von 2016 bis 2019 war er Generalmusikdirektor an der Staatsoper Hannover. 2017 wurde er als Nachfolger von Ulf Schirmer Chefdirigent des Münchner Rundfunkorchesters.
Er ist designierter Generalmusikdirektor der Oper Leipzig und wird dieses Amt mit Beginn der Spielzeit 2025/26 antreten.

## CD-Produktionen
- Maurice Duruflé: Requiem. Chor des Bayerischen Rundfunks und das Münchner Rundfunkorchester unter der Leitung von Ivan Repušić; (BR-KLASSIK 900320)
- Giuseppe Verdi: Luisa Miller. Marina Rebeka, Chor des Bayerischen Rundfunks und das Münchner Rundfunkorchester unter der Leitung von Ivan Repušić; (BR-KLASSIK 900323)
- Franz von Suppè: Ouvertüren. Münchner Rundfunkorchester unter der Leitung von Ivan Repušić; (BR-KLASSIK 900326)
- Igor Kuljeric: Kroatisch glagolitisches Requiem. Chor des Bayerischen Rundfunks und das Münchner Rundfunkorchester unter der Leitung von Ivan Repušić (BR-KLASSIK 900331). Diese Aufnahme wurde mit dem Joker découverte der belgischen Fachzeitschrift Crescendo, dem Diapason d’or Januar 2021 (Kategorie „Découverte“), dem kroatischen Porin 2021 und dem International Classical Music Award 2021 (Kategorie „Choral Music“) ausgezeichnet.
- Giuseppe Verdi: I Lombardi alla prima crociata. Nino Matschaidse, Chor des Bayerischen Rundfunks und das Münchner Rundfunkorchester unter der Leitung von Ivan Repušić; (BR-KLASSIK 900351)[3]